# 拡大戦線 (ペルー)
拡大戦線 （かくだいせんせん、スペイン語: Frente Amplio）は、ペルーの左翼勢力の政党連合。正式な名称は正義・生活・自由のための拡大戦線(せいぎとせいかつとじゆうのためにかくだいせんせん、スペイン語: El Frente Amplio por Justicia, Vida y Libertad)。2013年6月21日に結成されたが、2021年に選挙柵を通過できず、その後登録を失った。公式には消滅したにもかかわらず、カスティジョ政権に参加した与党として、ミルタ・バスケス副総裁が第2次内閣の内閣首相となった。

## 概要
2013年にオジャンタ・ウマラ大統領を支えたペルーの勝利に変わる左翼勢力の再編として、社会党と共産党の左翼勢力を結集して結成。2015年にベロニカ・メンドーサが党首に選ばれた。ベロニカ・メンドーサは2016年大統領選挙に立候補したが、得票率3位で落選した。政策は社会民主主義、反グローバリゼーション、環境社会主義を掲げており、南米の左翼運動の流れを組んでいる。2016年ペルー総選挙では得票数で3位につけ、共和国議会の第2党となった。